# Schwarzheide
Schwarzheide (baix sòrab: Zschornegosda) és una ciutat alemanya que pertany a l'estat de Brandenburg. Està situada a 11 al sud-oest de Senftenberg, a 110 kilòmetres al sud de Berlín i a 40 kilòmetres al nord de Dresden. Limita amb els municipis de Ruhland (sud), Lauchhammer (oest), Schipkau (nord) i Senftenberg amb el districte de Brieske (est).

## Districtes
- Schwarzheide-West ( Zschornegosda)
- Wandelhof
- Schwarzheide-Mitte
- Schwarzheide-Ost (Victoria i Naundorf)

## Ajuntament
El consistori està compost de 18 regidors, que el 2008 eren repartits:
- CDU 5 regidors (27,3%)
- FWS, 4 escons (22,3%)
- SPD 3 regidors (18,2%)
- Die Linke 3 regidors (17,0%)
- FDP 3 regidors (15,2%)